# Dennis Richter Uitdenbogaardt
Dennis Richter Uitdenbogaardt is een Nederlands chef-kok die tot september 2017 in de keuken stond van restaurant O Mundo in Wageningen. Voor hij in 2011 daar als chef-kok begon werkte hij als sous-chef bij Baltasar Tieskens in het restaurant dat 1 Michelinster voert en dat is gevestigd in Hotel De Wereld. Eerder werkte hij in restaurants als De Kromme Dissel in Heelsum en La Rive in Amsterdam.